# Frazzanò

Ubicació de Frazzanò dins la província

Frazzanò (sicilià Frazzanò) és un municipi italià, dins de la ciutat metropolitana de Messina. L'any 2007 tenia 830 habitants. Limita amb els municipis de Capri Leone, Galati Mamertino, Longi, Mirto, San Marco d'Alunzio i San Salvatore di Fitalia.

## Administració
| Període | Identitat         | Partit        |
| ------- | ----------------- | ------------- |
| 2007-   | Antonino Carcione | Llista cívica |